# Phenacogrammus major
Phenacogrammus major är en fiskart som först beskrevs av Boulenger, 1903.  Phenacogrammus major ingår i släktet Phenacogrammus och familjen Alestidae. IUCN kategoriserar arten globalt som livskraftig. Inga underarter finns listade i Catalogue of Life.